# Els De Groote (atlete)
Els De Groote (15 april 1981) is een Belgische voormalige atlete en bobsleester. Als atlete was ze gespecialiseerd in de sprint en werd ze eenmaal Belgisch kampioene.

## Biografie

### Atletiek
In 2002 werd De Groote indoorkampioene op de 200 m.  Ze was aangesloten bij KAA Gent en Atletiekclub Meetjesland.

### Bobsleeën
In 2011 werd De Groote samen met Eva Willemarck tweeëntwintigste op de wereldkampioenschappen bobsleeën in Königsee.

## Belgische kampioenschappen
Indoor
| Onderdeel | Jaar |
| --------- | ---- |
| 200 m     | 2002 |

## Persoonlijke records
Outdoor
| Onderdeel | Prestatie | Wind     | Datum        | Plaats  |
| --------- | --------- | -------- | ------------ | ------- |
| 100 m     | 11,86 s   | +0,6 m/s | 10 juli 2004 | Brussel |
| 200 m     | 24,34 s   | -0,4 m/s | 11 juli 2004 | Brussel |

Indoor
| Onderdeel | Prestatie | Datum            | Plaats |
| --------- | --------- | ---------------- | ------ |
| 60 m      | 7,66 s    | 17 februari 2002 | Gent   |
| 200 m     | 24,61 s   | 30 januari 2005  | Gent   |

## Palmares

### atletiek
200 m
- 2002:  BK indoor AC – 24,73 s
- 2002:  BK AC – 24,75 s
- 2004:  BK indoor AC – 25,07 s
- 2005:  BK indoor AC – 24,65 s

### bobsleeën
2-mans bob
- 2011: 22e WK in Königsee